# Bergweiler
Bergweiler település Németországban, Rajna-vidék-Pfalz tartományban. Lakosainak száma 863 fő (2023. december 31.).

## Népesség
A település népességének változása:
| Lakosok száma | 720  | 860  | 861  | 863  | 852  | 863  |
|               | 1975 | 2017 | 2019 | 2021 | 2022 | 2023 |